# 岐阜県立大垣西高等学校
岐阜県立大垣西高等学校（ぎふけんりつ おおがきにしこうとうがっこう）は、岐阜県大垣市中曽根町にある公立高等学校。大垣市内の普通科高校4校のうち最も新しい。

## 沿革
- 1980年 - 岐阜県立大垣西高等学校として設立。

開校から3年間は学校群制度のもと岐阜県立大垣北高等学校と西濃地区第1群。
- 2011年 - 南舎改修
- 2013年 - 北舎改修

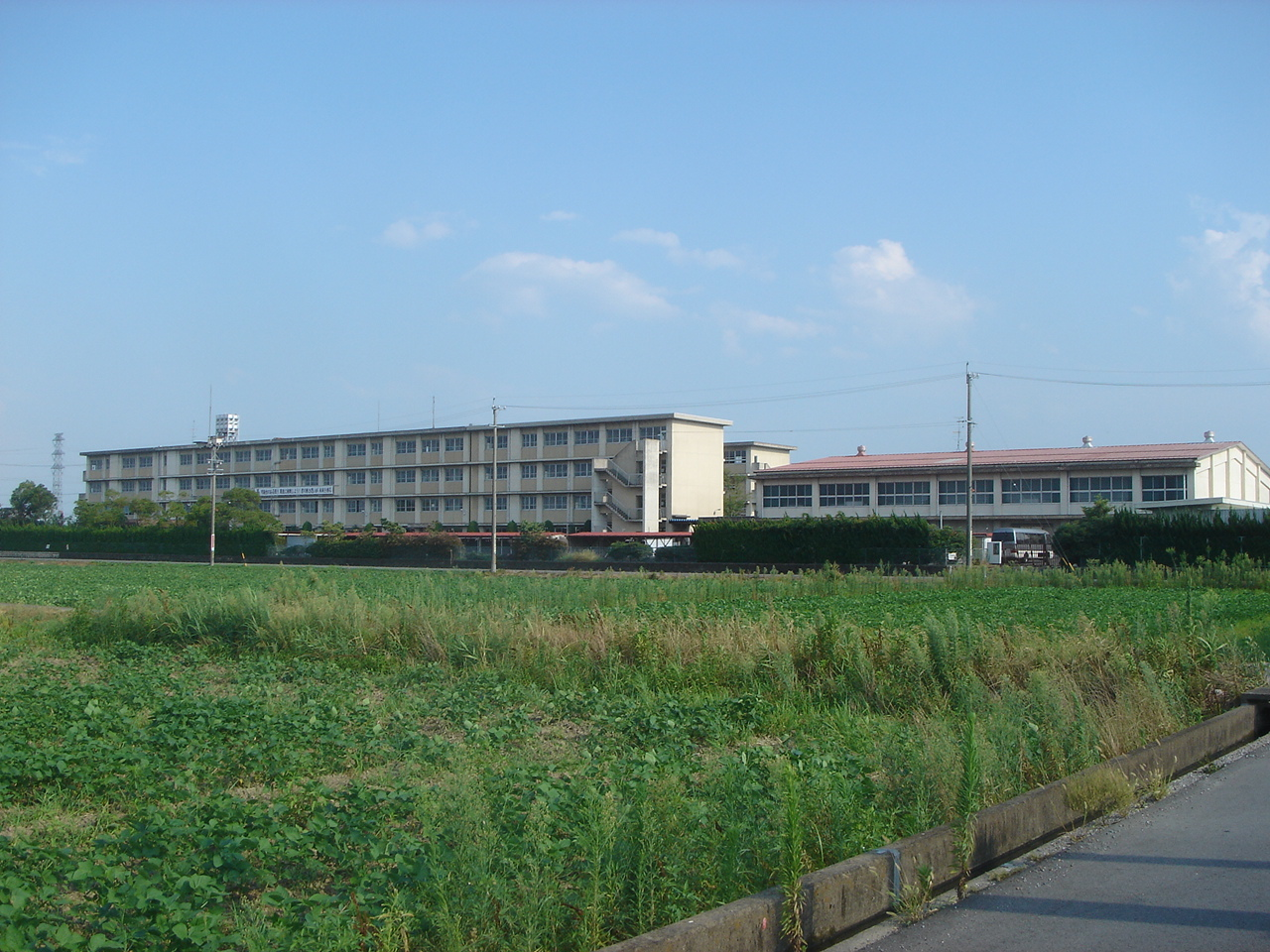
2007年撮影
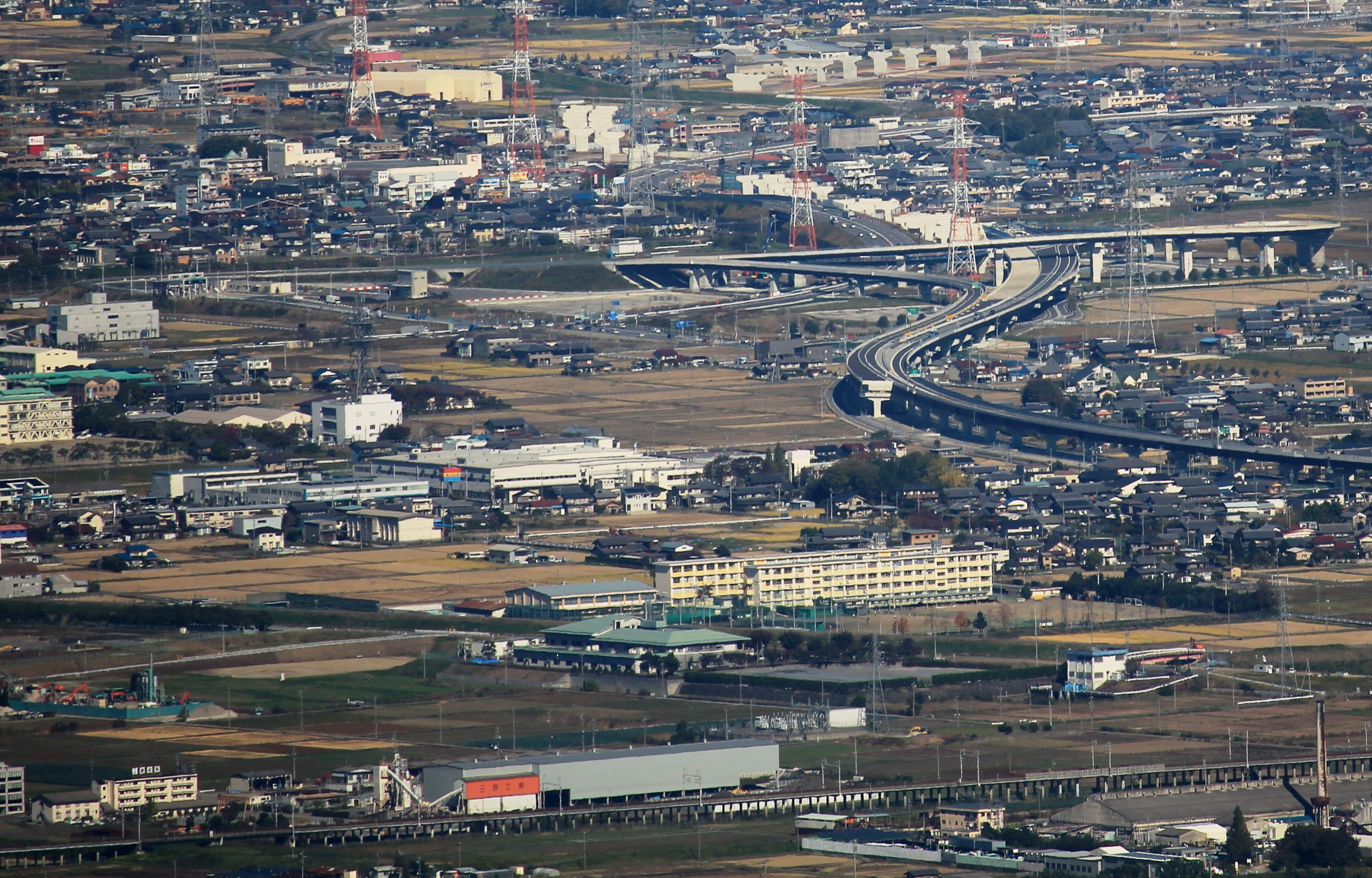
養老山地から望む岐阜県立大垣西高等学校と大垣西インターチェンジ

## 部活動
運動部としてはアーチェリー部・バドミントン部が上位大会である東海大会に出場しており、文化系の部活動も複数設置されている。
また、映画・テレビドラマのウォーターボーイズに影響され、2004年に男子ウォーターボーイズ同好会が結成されたことがある。
結成後はフジテレビ主催の全国高校生ウォーターボーイズ選手権大会に出場していた。
| 運動系 - 野球部 - 陸上部 - サッカー部 - ラグビー部 - ハンドボール部 - 硬式テニス部 - アーチェリー部 - バスケットボール部 - バレーボール部 - バドミントン部 | 文化系 - 吹奏楽部 - 美術部 - 書道部 - 茶華道部 - 演劇部 - 写真部 - 和太鼓部 |

## 進路状況
- 2006年入試 国公立大学合格者 17名　私立大学合格者 281名　専門学校合格者 53名
  - 主な大学の合格者数 岐阜大学 6名　三重大学 2名　北見工業大学 2名　名城大学 36名　大同工業大学（現大同大学） 22名　岐阜聖徳学園大学 21名　中京大学 16名　立命館大学 5名　愛知大学 5名　南山大学 2名　関西大学 1名

## 著名な出身者
- 中村和彦 - 南山大学人文学部教授、社会心理学
- 棚橋弘至 - 新日本プロレスプロレスラー
- 吉岡勇紀 - DRAGON GATEプロレスラー
- 山口幸二 - 競輪選手
- 大藏彰人 - プロ野球選手
- 川地憲元 - 政治家、養老町長

## 最寄駅
- 名阪近鉄バス荒川バス停より徒歩4分

## リンク
- 岐阜県立大垣西高等学校